# Eichem
Eichem is een dorp in Appelterre-Eichem, deelgemeente de stad Ninove in de Belgische provincie Oost-Vlaanderen. Eichem ligt in het oosten van de deelgemeente op de grens met deelgemeente Outer. Het noordelijke deel van de dorpskern van Eichem loopt tegenwoordig door op het grondgebied van Outer.
Bijna twee kilometer ten zuidwesten ligt het dorp Appelterre, waarmee Eichem door lintbebouwing verbonden is. Een halve kilometer ten zuidoosten van Eichem stroomt de Dender.

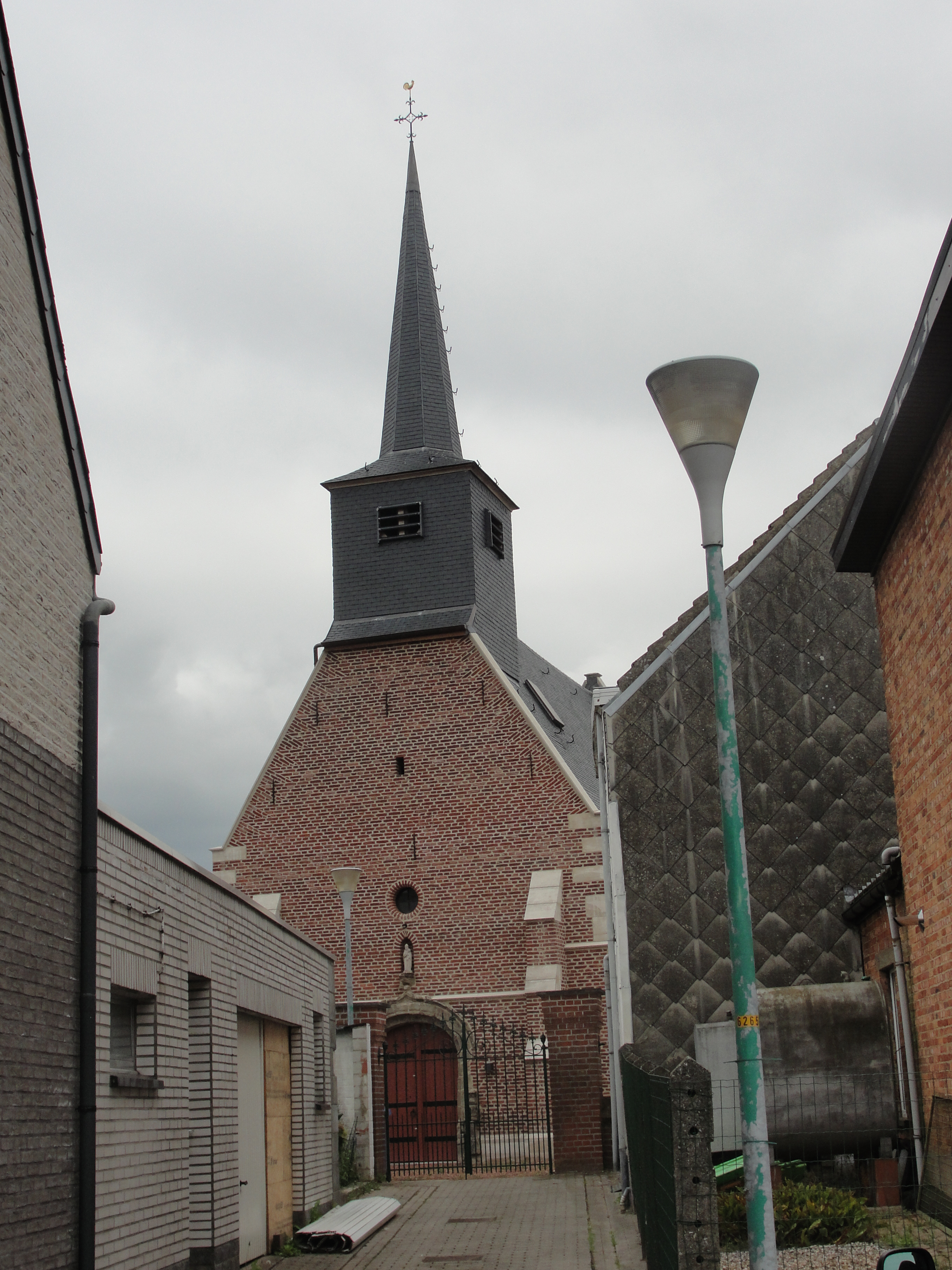
Dorpscentrum met Sint-Martinuskerk

## Geschiedenis
De naam Eichem vindt men al in 1142 terug. In een oorkonde uit 1317 vindt men Eichghem. De naam zou samengesteld zijn uit de Germaanse delen aik of eik en haime of woonplaats; het is dus een woonplaats bij de eik of bij een plaats waar veel eiken groeien.
De kaart van Fricx uit het begin van de 18de eeuw geeft de plaatsnaam Eijchem weer. De Villaretkaart uit het midden van de 18de eeuw toont het dorp Eyjchem, met net ten oosten de hoeve Cense d'Eyjcem. De Ferrariskaart uit de jaren 1770 toont het dorp Eychem.
De laatste eeuwen van het ancien régime hoorden Appelterre en Eichem bestuurlijk en parochiaal al samen. Enkele keren probeerden inwoners van Eichem zelfstandigheid te krijgen, zoals in 1792 met verzoekschrift aan de aartsbisschop van Mechelen, in 1796 met een verzoek aan het bestuur van het Scheldedepartement. Toen op het eind van het ancien régime, tijdens de Franse bezetting de gemeente werden gecreëerd, zou Eichem even als gemeente worden erkend, maar al gauw werd de plaats met Appelterre in de gemeente Appelterre-Eichem ondergebracht. Hiervoor werd onder meer aangehaald "datter nooit afgesonderde weth ofte afgesonderde schepenen in de weth geweest syn voor de commune van Eychem" en dat "de publieke preuven syn alle de registers ter greffie, alle de landtboecken, pointingh- en settinghrollen, alle de registers van doopsels, dooden, etc., die van alle tyden betuygen en Eychem en Appelteire ongescheydelyk herkennen."
De Atlas der Buurtwegen uit 1841 en de Vandermaelenkaart uit het midden van de 19de eeuw tonen het dorp Eychem. In die periode werd ten zuidoosten van Eichem de spoorlijn tussen Denderleeuw en Geraardsbergen geopend. Ter hoogte van Eichem werd later een stopplaats langs de spoorlijn geopend.

## Bezienswaardigheden
- De Sint-Martinuskerk
- De dorpskern van Eichem is geklasseerd als beschermd dorpsgezicht.
- De beschermde pachthoeve Hof te Eichem uit de 15e eeuw.

## Natuur en landschap
De kerk van Eichem ligt op 26 meter hoogte. Het hoogste punt is 33 meter. Eichem ligt aan de Dender

## Verkeer en vervoer
Langs spoorlijn 90 (tussen Denderleeuw en Aat) bevindt zich de stopplaats Eichem.

## Nabijgelegen kernen
Appelterre, Outer, Ninove
Deelgemeenten: Appelterre-Eichem · Aspelare · Denderwindeke · Lieferinge · Meerbeke · Nederhasselt · Neigem · Ninove · Okegem · Outer · Pollare · Voorde

Overige dorpen, gehuchten en wijken: Appelterre · Bevingen · Boterdaal · Dasselt · Eichem · Herlinckhove · Lebeke · Linkebeek · Muylem · Nederwijk · Nijken · Prindaal · Renderstede · Roesbeke · Roost · Slettem · Steenhout · Terbert · Varenberg · Vogelenzang · Waalhove · Zevenkoten

Belgische gemeenten · Arrondissement Aalst · Oost-Vlaanderen · Vlaanderen